# 帕拉博魯瓦

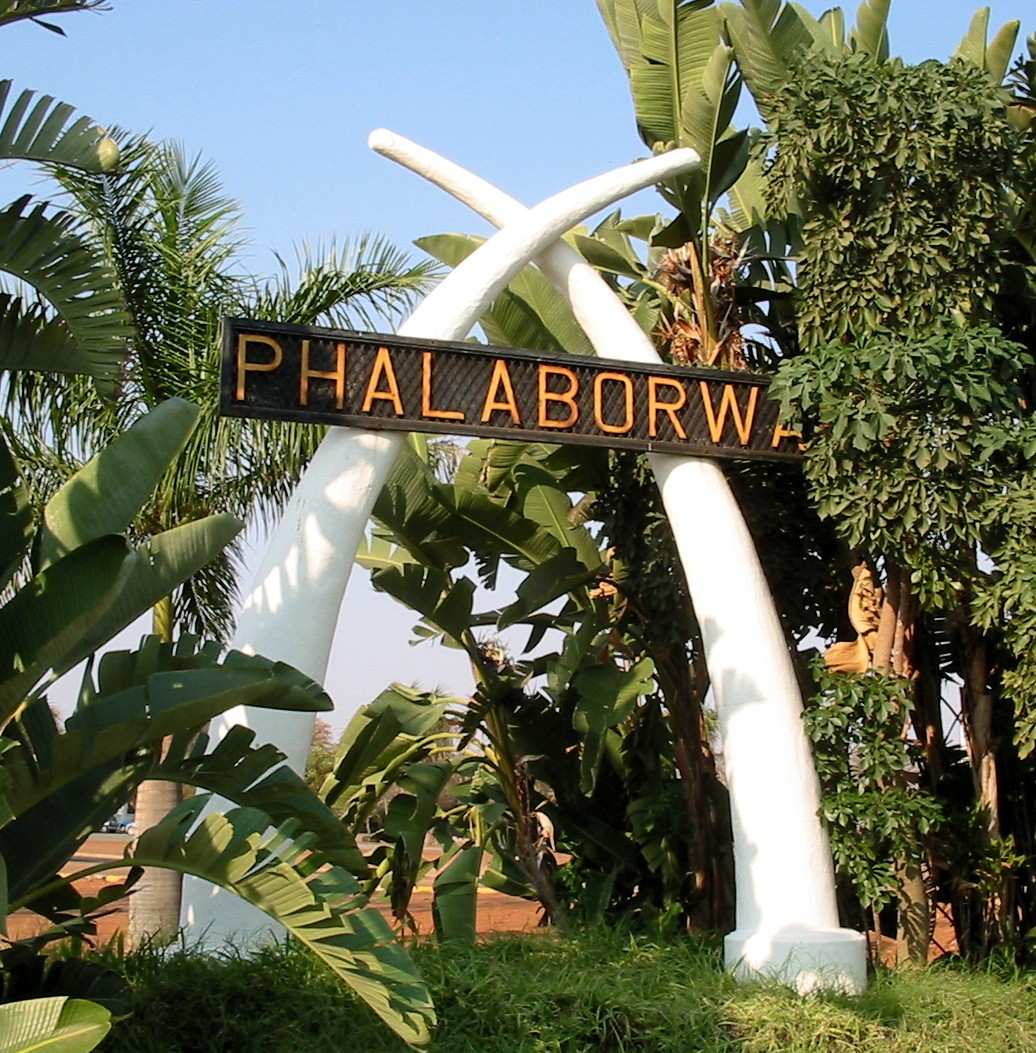

帕拉博魯瓦是南非的城鎮，位於該國東北部，由林波波省負責管轄，面積191.1平方公里，主要經濟活動有煤礦業和旅遊業，2001年人口12,938，人口密度每平方公里68人。

## 外部連結
- Phalaborwa Trade & Tourism